# قريبة الصغرى بنت أبي أمية
قريبة الصغرى بنت أبي أمية، صحابية، كانت زوجة لعمر بن الخطاب بن نفيل العدوي وطلقها، ومن بعده تزوجت معاوية بن أبي سفيان ثم طلقها. ثم تزوجت من عبد الرحمن بن أبي بكر الصديق.

## نسبها
قُرَيْبَةُ الصُّغْرَى بِنْتُ أَبِي أُمَيَّةَ بْنِ الْمُغِيرَةِ بْنِ عَبْدِ اللَّهِ بْنِ عُمَرَ بْنِ مَخْزُومٍ وَأُمُّهَا عَاتِكَةُ بِنْتُ عُتْبَةَ بْنِ رَبِيعَةَ بْنِ عَبْدِ شَمْسٍ

## سيرتها
هي من بني مخزوم من قريش في مكة. والدها أبو أمية بن المغيرة، :184كان كبير مكة في أوائل القرن السابع. والدتها عاتكة بنت عتبة بن ربيعة من بني عبد شمس من قريش. حيث أن هند بنت عتبة خالتها  :165,184بينما كانت أم سلمة أختها لأبيها.
تزوجت من عمر قبل 616م. :510 :92كان عمر متزوجًا من زينب بنت مظعون وأم كلثوم بنت جرول، وله خمسة أبناء، بينما قريبة لم تنجب. :203-204
اعتنق عمر الإسلام عام 616م. :207هاجرتا معه إلى المدينة المنورة عام 622م،  :218مع أن أم كلثوم وقريبة ما زالا مشركين. :510
بعد فترة وجيزة من معاهدة الحديبية عام 628م، نزل الأمر بعدم التمسك بزواج المشركات، في قوله تعالى: ﴿يَا أَيُّهَا الَّذِينَ آمَنُوا إِذَا جَاءَكُمُ الْمُؤْمِنَاتُ مُهَاجِرَاتٍ فَامْتَحِنُوهُنَّ اللَّهُ أَعْلَمُ بِإِيمَانِهِنَّ فَإِنْ عَلِمْتُمُوهُنَّ مُؤْمِنَاتٍ فَلَا تَرْجِعُوهُنَّ إِلَى الْكُفَّارِ لَا هُنَّ حِلٌّ لَهُمْ وَلَا هُمْ يَحِلُّونَ لَهُنَّ وَآتُوهُمْ مَا أَنْفَقُوا وَلَا جُنَاحَ عَلَيْكُمْ أَنْ تَنْكِحُوهُنَّ إِذَا آتَيْتُمُوهُنَّ أُجُورَهُنَّ وَلَا تُمْسِكُوا بِعِصَمِ الْكَوَافِرِ وَاسْأَلُوا مَا أَنْفَقْتُمْ وَلْيَسْأَلُوا مَا أَنْفَقُوا ذَلِكُمْ حُكْمُ اللَّهِ يَحْكُمُ بَيْنَكُمْ وَاللَّهُ عَلِيمٌ حَكِيمٌ ۝١٠﴾ [الممتحنة:10]، فطلَّق عمر أم كلثوم وقريبة، وعادا إلى مكة.

### الزواج الثاني
ثم تزوجت قريبة من ابن عمها معاوية بن أبي سفيان «وهما لا يزالان مشركين».  :92ومع ذلك، طلقها معاوية أيضا. ولكن قريبة أنجبت 3 بنات من معاوية هن أم حكيم وأم سعيد وأم حبيب.

### الزواج الثالث
أسلمت بعد فتح مكة، في وقت لاحق تزوجت عبد الرحمن بن أبي بكر، ولعبد الرحمن وقريبة خمسة أبناء: عبد الله، وأم حكيم، وأسماء، ومحمد وحفصة. :184,302